# Bufotes surdus
Bufotes surdus es una especie de anfibio anuro de la familia Bufonidae.

## Distribución geográfica
Esta especie habita desde el nivel del mar hasta los 2250 m de altitud:
- en el este de Irak;
- en el sur de Irán;
- en el suroeste de Pakistán, en la Provincia de Baluchistán en las tierras altas al oeste y alrededor de Quetta.[4]

## Publicación original
- Boulenger, 1891 : Descriptions of new Oriental Reptiles and Batrachians. The Annals and magazine of natural history, ser. 6, vol. 7, p. 279-283[5]